# فرودگاه جوزف استیت
فرودگاه جوزف استیت (به انگلیسی: Joseph State Airport) یک فرودگاه همگانی بهره‌برداری هوایی است که یک باند فرود آسفالت دارد و طول باند آن ۱۵۸۵ متر است. این فرودگاه در شهر ژوزف، اورگن کشور ایالات متحده آمریکا قرار دارد و در ارتفاع ۱۲۵۶ متری از سطح دریا واقع شده‌است.